# Граверо, Клод
Клод Мари Морис Граверо (фр. Claude Marie Maurice Gravereaux; 2 мая 1913, VII округ Парижа — 21 ноября 1943, Манхэттен, Нью-Йорк) — французский хоккеист на траве, полузащитник. Участник летних Олимпийских игр 1936 года.

## Биография
Клод Граверо родился 2 мая 1913 года в VII округе французского города Париж.
Работал в парижском офисе рекламной компании McCann-Erickson Inc.
Играл в хоккей на траве за парижский «Стад Франсез».
В 1936 году вошёл в состав сборной Франции по хоккею на траве на летних Олимпийских играх в Берлине, заняшей 4-е место. Играл на позиции полузащитника, провёл 3 матча, мячей не забивал.
В 1937 году сыграл ещё несколько матчей за сборную Франции.
В 1939 году после начала Второй мировой войны поступил на службу во французскую армию добровольцем. Служил капралом пулемётного подразделения, затем артиллерийского взвода. Был награждён Военным крестом и Воинской медалью.
В 1940 году во время Французской кампании был ранен в челюсть и попал в плен в Намюре. Совершив побег из плена, отправился в США на лечение. Из-за повреждения половина нижней челюсти была удалена. После окончания реабилитации сначала воссоединился с семьёй в неокупированной части Франции и поступил на прежнюю работу, а затем поступил на службу в Свободные французские силы. Пройдя обучение в США, был направлен в Касабланку. Участвовал в операции «Факел» на севере Африки. Из-за рецидива ранения был доставлен в военный госпиталь Касабланки, а после ухудшения состояния, поняв, что его положение безнадёжно, сбежал из больницы в США, куда на тот момент перебралась его семья.
Умер 21 ноября 1943 года в боро Манхэттен американского города Нью-Йорк.

## Семья
Отец — Поль Луи Граверо (1876—1934), мать — Клэр Мари Бонневи (1881—1971). Был четвёртым ребёнком в семье.
Жена — Эдна Жаклин Граверо (до замужества — Холлингсворт). Поженились в 1936 году. У них было трое сыновей: Джон, Дэниел и Стивен.